# Sigillina pulvinus
Sigillina pulvinus is een zakpijpensoort uit de familie van de Holozoidae. De wetenschappelijke naam van de soort is voor het eerst geldig gepubliceerd in 2003 door Kott.